# Zara Rutherfordová
Zara Rutherfordová (* 5. června 2002 Brusel, Belgie) je belgicko-britská pilotka. Ve věku 19 let se stala nejmladší ženou v historii, která uskutečnila let kolem světa a tím se zapsala do Guinnessovy knihy rekordů. Letěla v česko-slovenském ultralehkém jednomotorovém letadle Shark UL. V České republice i na Slovensku se při své cestě také zastavila.

## Životopis
Zara Rutherfordová se narodila v Bruselu, v Belgii profesionálnímu pilotovi Samu Rutherfordovi a belgické rekreační pilotce a právničce Beatrice de Smet. Jako malá dívka sledovala svého otce při pilotování letadla a již v osmi letech řídila sama. V patnácti letech získala pilotní průkaz. Kromě snu obletět svět, má od mládí ještě jedno přání, stát se astronautkou.
Po ukončení střední školy – St. Swithun's School ve Winchesteru, Hampshire, Anglie – se začala připravovat na cestu. Trasa byla naplánována tak, aby splňovala pravidla pro zápis do Guinnessovy knihy rekordů. Rodiče jí byli velkou oporou. Zajistila si řadu sponzorů, mezi nimi i společnost Virgin Group britského podnikatele Richarda Bransona. Letadlo jí bezplatně zapůjčil jeho výrobce – slovenská firma Shark.Aero.

## Cíl
Na tiskové konferenci 26. července 2021 oznámila v Popham Airfield nedaleko Winchesteru svůj cíl: stát se nejmladší pilotkou, která sama obletí svět. Přála si překonat rekord, který vytvořila americká pilotka Shaesta Waizová, které v době letu, v roce 2017 bylo 30 let. Nejmladším pilotem, který letěl sólo cestu kolem světa, se v červenci 2021 stal osmnáctiletý Brit Travis Ludlow. Chtěla se stát první ženou, která obletí svět v ultralehkém letadle a první Belgičankou, která poletí sólo v jednomotorovém letadle.
Jejím cílem bylo také přispět ke snížení rozdílu mezi ženami a muži v letectví a vědě. Pouze 5 % komerčních pilotů a 15 % počítačových vědců jsou ženy.
Jejím hlavním sponzorem byla webhostingová služba – firma ICDSoft, Virgin Group Richarda Bransona, mezi další patřil belgický startup SafeSky a nizozemská společnost TMC Group. Spojila se s charitativními organizacemi Girls Who Code a Dreams Soar, které podporují ženy a dívky, aby se více zapojily do studia přírodních a technických věd.

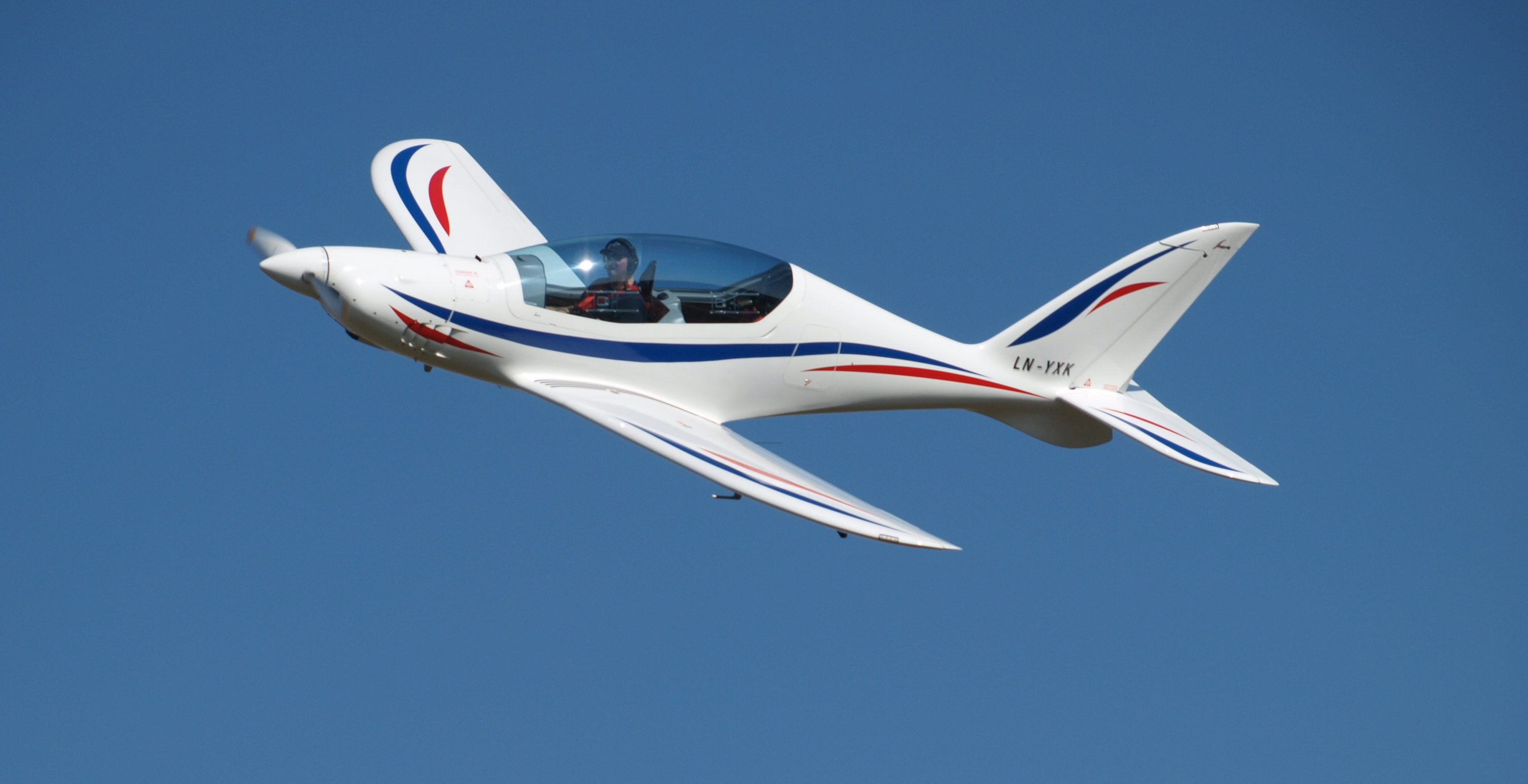
Letadlo Shark UL podobné tomu, kterým letěla Zara Rutherfordová

## Cesta kolem světa
Zara Rutherfordová zahájila svůj sólový let na letišti Kortrijk-Wevelgem v Belgii dne 18. srpna 2021 na palubě letounu Shark UL. Letěla přes Aberdeen do Wicku ve Skotsku a následující den po pětihodinovém letu přistála v Reykjavíku na Islandu.
Na své cestě se zastavila v Grónsku, Kanadě, východním pobřeží Spojených států, Bahamách, na ostrovech Turks a Caicos, Britských Panenských ostrovech,v Kolumbii, Panamě, Kostarice, Mexiku, západním pobřeží Spojených států a americkém státě Aljaška. Přistála na 69 místech po celém světě – navštívila pět kontinentů a jednačtyřicet zemí.
Let ji komplikovalo nejen počasí – v oblasti ruské Sibiře panovaly teploty kolem −35 °C, v Indonésii naopak 32 °C, také dým z přírodních požárů a tajfuny – ale i byrokracie úředníků. Do Nome na Aljašce přiletěla 30. září 2021 a byla nucena týden čekat na obnovení ruského víza. Když jí vrátili pas z ruského konzulátu v Houstonu v Texasu, zhoršilo se počasí a čekala další tři týdny, než mohla letět přes Beringovu úžinu. Dne 1. listopadu 2021 dorazila do poloviny své cesty, do Anadyru v Rusku. Se zastávkou v Magadanu, přistála 9. listopadu v Ayanu, kde znovu uvízla kvůli zimní bouři.
Po odletu z Ruska 11. prosince 2021 se chtěla zastavit v Číně, ale přísná omezení kvůli covidu-19, jí donutila letět přes Japonské moře do Jižní Koreje. Během šestihodinového letu měla potíže s kontaktováním dispečerů letového provozu v Soulu. Pomohl jí pilot společnosti KLM, který předal její zprávy řízení letového provozu. Měla v úmyslu se zastavit v Dumaguete na Filipínách, ale s ohledem na blížící se tajfun Rai, byla nucena letět do Kota Kinabalu v Malajsii.
Zastavila se v Ketapangu a Jakartě v Indonésii, v Seletaru v Singapuru, také v Colombu na Srí Lance a v Coimbatore v Indii. Na Nový rok 2022 přiletěla do Bombaje. Pokračovala zastávkou v Al Ain ve Spojených arabských emirátech, v Rijádu a Tabuku v Saúdské Arábii. Zde ji přivítal saúdský princ, bývalý pilot a astronaut Sultán bin Salman Al Saud. Po zastávce v Alexandrii v Egyptě 8. ledna 2022, pokračovala do Heráklionu na řeckém ostrově Kréta, přistála také v Sofii v Bulharsku.
Mezi poslední evropské zastávky patřila i Praha. Ale vzhledem k mlze přistála na letišti v Benešově. 14. ledna 2022 přistála ve slovenské Senici. Zde bylo vyrobeno její letadlo Shark. Po přistání na letišti Frankfurt – Egelsbach v Německu doletěla 20. ledna 2022 do belgického Kortrijku, kde dokončila let.
Celková délka jejího projektu „FlyZolo“ byla 52 tisíc kilometrů. Trasa letu vedla z Belgie přes Grónsko, Severní Ameriku, Rusko, jihovýchodní Asii a Arabský poloostrov, ve vzduchu strávila celkem 200 hodin. Nejdelší úsek letu bez mezipřistání byl dlouhý dva tisíce kilometrů. Přistála na 69 místech po celém světě – navštívila pět kontinentů a 41 zemí. Celkem během své cesty vzlétala a přistávala jednasedmdesátkrát, dvakrát zastavila se na stejném letišti.
Trasu absolvovala za 155 dní, let trval pět měsíců. Přistála o dva měsíce později, než plánovala.